# Cruztón, Chenalhó
Cruztón är en ort i Mexiko.   Den ligger i kommunen Chenalhó och delstaten Chiapas, i den sydöstra delen av landet, 700 km öster om huvudstaden Mexico City. Cruztón ligger 807 meter över havet och antalet invånare är 557.
Terrängen runt Cruztón är varierad, och sluttar norrut. Runt Cruztón är det ganska tätbefolkat, med 96 invånare per kvadratkilometer. Närmaste större samhälle är Pantelhó, 8,1 km sydost om Cruztón. Omgivningarna runt Cruztón är en mosaik av jordbruksmark och naturlig växtlighet.